# Ахмед Изет Фургач паша
Ахмед Изет Фургач паша (на турски: Ahmed İzzet Furgaç) е османски генерал, министър на войната на Османската империя по време на Междусъюзническата война и 271-вият велик везир от 14 октомври 1918 до 8 ноември 1918 година по време на управлението на последния султан на империята Мехмед VI.

## Биография
Ахмед Изет е роден през 1864 г. във видно албанско семейство в Ляпчища, тогава в Османска империя, днес Неаполи, Гърция. Учи във военно училище в Германия. Ръководи операциите против имам Яхия в Йемен през 1903 – 1906 година.
След Младотурската революция в 1908 година става началник на генералния щаб, като остава на този пост до 1914 година. През юни 1913 година, по време на Междусъюзническата война става военен министър. През есента на същата година е един от кандидатите за новия албански трон. През ноември 1913 година Бекир Фикри паша Гребена прави заговор за поставяне на Изет паша на албанския престол по суверенитета на султана в Цариград. След провала на заговора през януари 1914 година Изет паша е принуден от Енвер паша да подаде оставка като военен министър.
Изет паша се противопоставя на влизането на Османската империя в Първата световна война и приема командване едва в 1916 година. Командва Трета османска армия в Кавказ, след което е освободен от командването. През 1916 г. е назначен за началник на 2-ра османска армия и заедно с 3-та армия воюва на Кавказкия фронт. През 1917 г. е назначен за командваш на Анадолската група армии, която е съставена от 2-ра и 3-та армия. Достига чин маршал.
На 7 октомври 1918 година, след оставката на кабинета на Мехмед Талат паша, е назначен за велик везир и е начело на правителството, което подписва Мудроското примириена 30 октомври 1918 г., с което се слага край на участието на Османската империя в Първата световна война. Освободен е от длъжност на 8 ноември 1918 година, като прекарва по-голямата част от 25-дневното си управление в леглото болен от инфлуенца.
През май 1919 година отново е назначен за военен министър, през 1920 – за вътрешен министър, а през 1921 година – за външен. През ноември 1922 година със създаването на Турската република и разпускането на османската администрация, Изет паша се оттегля от обществения живот. Умира в Мода край Цариград и е погребан в гробището Караджаахмед.